# Hortus conclusus

Representación de la virgen de la humildad en el hortus conclusus, pintada por un seguidor de Robert Campin, conservada en el Museo Paul Getty.

El «hortus conclusus» (frase que en latín significa "huerto cerrado") es un tema pictórico de arte cristiano en general, originado en los manuscritos iluminados y recogido luego por la pintura flamenca, en el tránsito del Gótico y el Renacimiento.
El huerto cerrado o jardín recoleto o privado es el espacio ocupado por María y su hijo, un jardín cercado, paradisíaco, en plena floración, y puede relacionarse iconográficamente con otras tipologías de las madonnas, como la virgen de la humildad o el descanso en la huida a Egipto, en la identidad de escenarios, o con representaciones de la vida de la virgen como la Anunciación, la madonna lactans, la Virgen de las Rosas, etc.

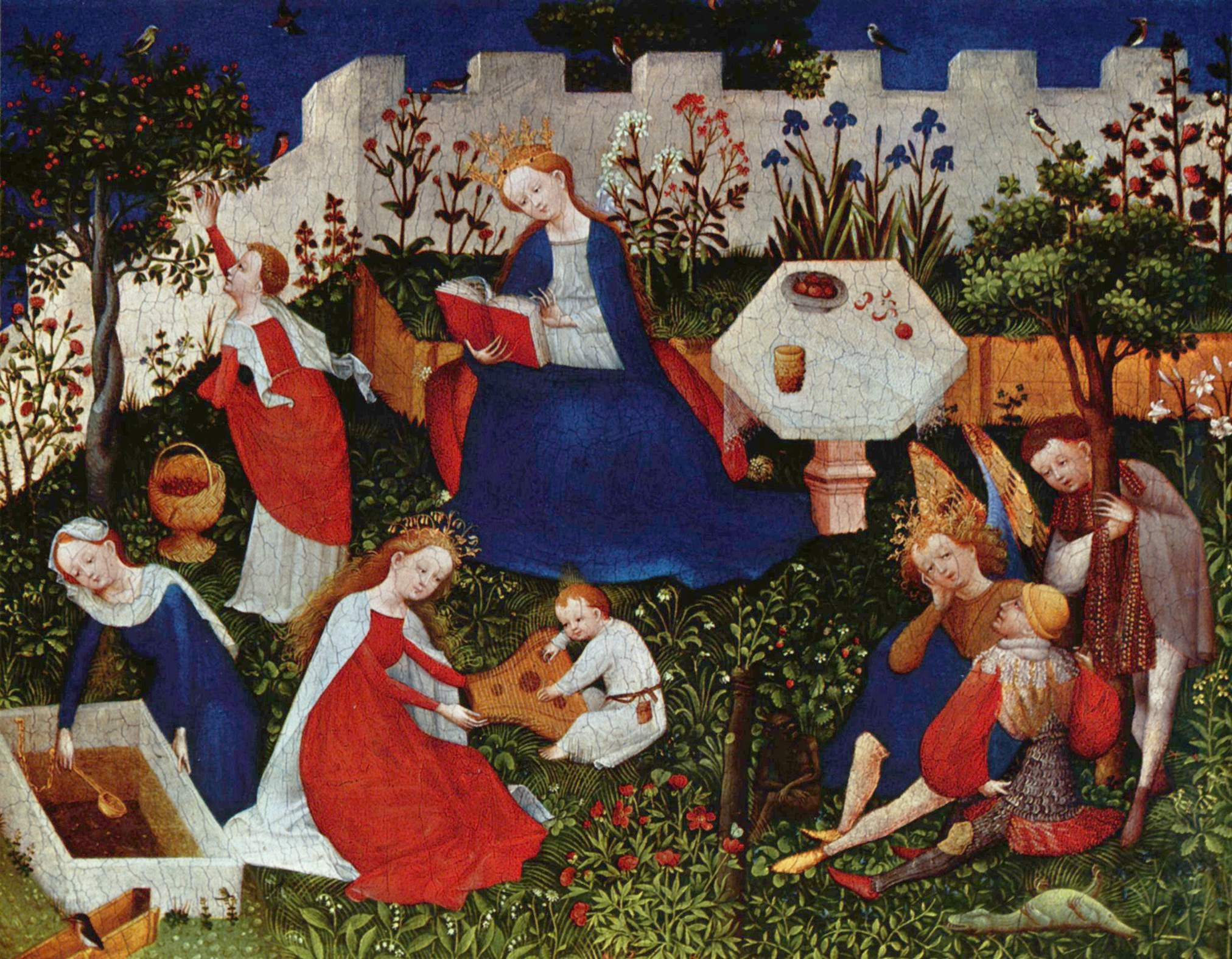
Maestro del Alto Rin, La Virgen en el Jardín del Paraíso con los santos, c. 1410.

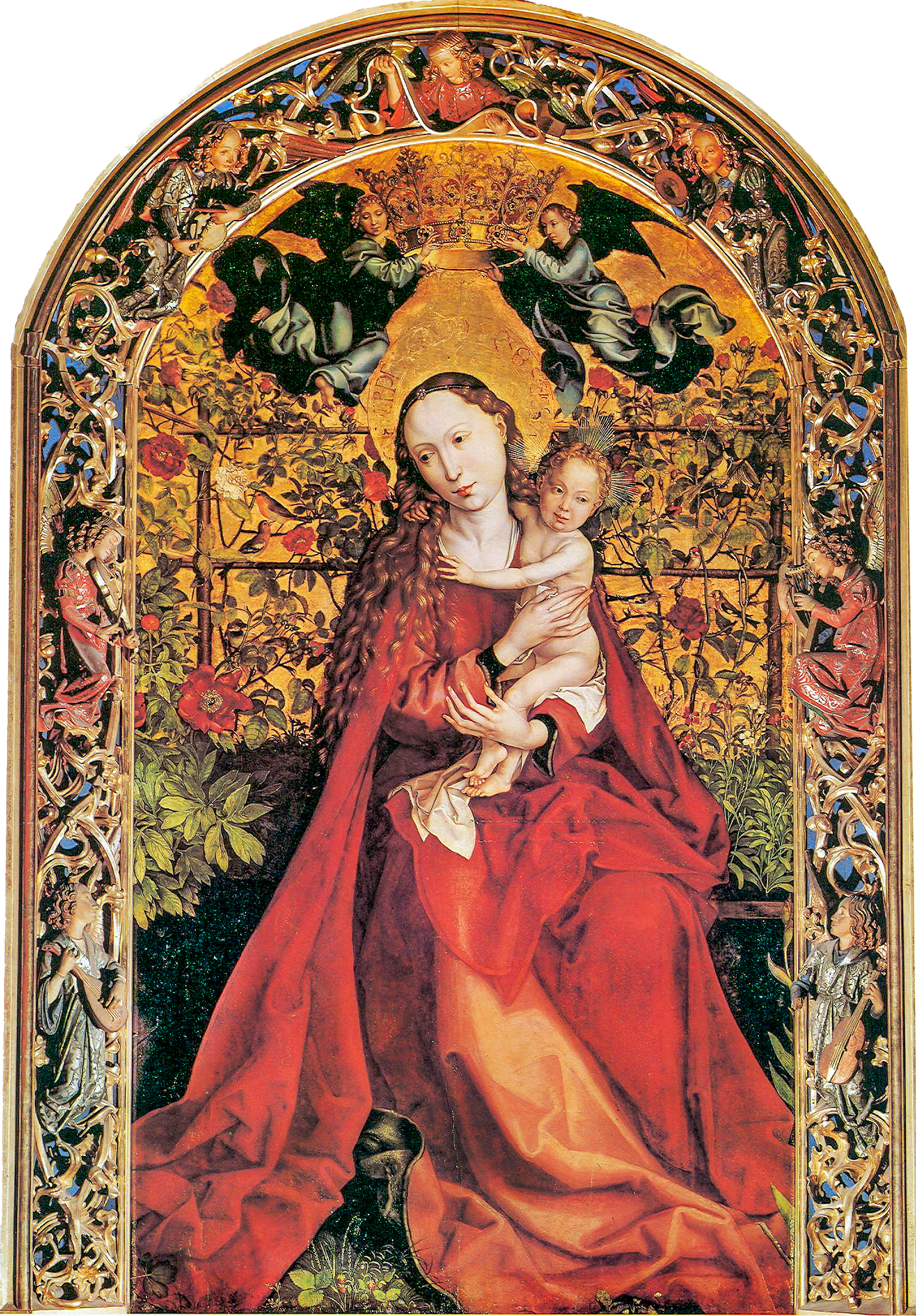
Martin Schongauer, 1473, Madonna en jardín de rosas.

El «hortus conclusus», como símbolo de la virginidad de María, se inspira, principalmente, en un pasaje del Cantar de los Cantares, IV, 12: "Hortus conclusus soror mea sponsa hortus conclusus fons signatus" / "Huerto cerrado eres, hermana mía, esposa, jardín cerrado, fuente escondida". En la obra de los iluminadores en los códices, salterios y manuscritos, el «hortus conclusus» (en la iconografía tradicional del jardín simbólico), podría asociarse con el huerto de los monasterios del Medioevo.